# 吉崎観音
吉崎 観音（よしざき みね、男性、1971年12月2日 - ）は、日本の漫画家。鹿児島県・熊本県・長崎県出身の長崎県諫早市育ち。長崎日本大学高等学校デザイン美術科卒業。旧名義は吉崎大二郎大直。
『アーケードゲーマーふぶき』や『ケロロ軍曹』の原作者、『七人のナナ』のキャラクターデザイナー、『けものフレンズ』のコンセプトデザイナーとして広く知られている。妻は同じく漫画家・イラストレーターのあかつきごもく。

## 来歴
生まれて初めて読んだ漫画は『ドラえもん』で、この作品との出会いをきっかけに漫画家を目指す。
1989年に第24回小学館新人コミック大賞で佳作を受賞し、漫画家としてデビュー。上京し紀ノ国屋青山店に勤務をしつつ漫画を描くも半年で退社。初期は『ゲーメスト』（新声社）で版権キャラクターをモチーフにした漫画を主に執筆していた。この当時吉崎は漫画家克・亜樹の下で3年ほどアシスタントをしていたことがあり。
後に『月刊少年エース』（角川書店）に活動の場を移し、『ケロロ軍曹』の執筆を開始。この作品は同誌でたちまち人気作となり、のちにテレビアニメ化もされ代表作となった。『ケロロ軍曹』がテレビアニメ化されたのを機にイラスト集『Mine bluE』を発刊するに到った他、同作品で第50回（平成16年度）小学館漫画賞児童向け部門を受賞する。
アニメやコンピュータゲームに造詣が深く、これらのメディアでキャラクターデザインの仕事も手掛け、『けものフレンズ』の総監督を務める。
シンガーソングライターの村下孝蔵は父方のいとこおじである。

## 作品リスト
原則としてWikipediaに関連する記事が存在するもののみ掲載。

### 漫画作品
- FANTA & SWEAT 全2巻
- アーケードゲーマーふぶき 全1巻 （〈絶版〉）
- 宇宙X兵衛 全1巻（未完、〈絶版〉）、完全版全1巻
- ケロロ軍曹 既刊34巻（『月刊少年エース』連載中）
  - 第50回小学館漫画賞児童向け部門受賞作品。
- 護衛神エイト 全5巻
- 超世紀アルファ 既刊1巻（漫画：小笠原智史、原案：吉崎観音 『ケロケロエース』掲載）
- ツインビーパラダイスドラマCDシリーズ ブックレット内コミック
- 出たな!!ツインビー 全3巻
- ドラゴンクエストモンスターズ+ 全5巻 新装版全5巻
- DREAM SQUARE -ドリーム スクエア-（吉崎大二郎大直名義、読切、週刊少年サンデー増刊号 1991年1月号掲載）
- VS騎士ラムネ&40炎 全5巻（漫画：吉崎観音、原案構成：あかほりさとる 、角川コミックス・エース（角川書店））
- メロン★サーガ（デビュー作、吉崎大二郎大直名義、読切、週刊少年サンデー増刊号 1989年7月号掲載）

### キャラクターデザイン
- ポップンタンクス!（PlayStation用ソフト）
- オトメディウス（アーケードゲーム・Xbox 360用ソフト）
- 拡張少女系トライナリー（スマホアプリゲーム、ヒストンシャペロンをデザイン）
- 機動戦士ガンダム0079カードビルダー・機動戦士ガンダム0083カードビルダー（アーケードゲーム、隠し秘書をデザイン））
- キャラホビ C3×HOBBY（公式キャラクター・ホービーちゃんをデザイン）
- けものフレンズ（メディアミックス作品・コンセプトデザイン）
- 七人のナナ（テレビアニメ）
- 真・無責任シリーズ（ライトノベル、エンターブレイン刊・吉岡平著）
- ソウルキャリバーIV（PlayStation 3・Xbox 360用ソフト、アンゴル・フィアをデザイン）
- ドカポン・ザ・ワールド（PlayStation 2用ソフト）
- 虹色ドッジボール 乙女たちの青春（PlayStation用ソフト）
- 対戦ホットギミック3 デジタルサーフィン（アーケードゲーム）
- 満福少女ドラゴネット（特撮テレビドラマ）
- メルティー（新声社が経営していたゲームソフト関連商品販売店「マルゲ屋」のマスコットキャラクター）
- 社長、バトルの時間です!（スマホアプリゲーム・メインイラスト）
- 其れ、則ちスケッチ。（Webアニメ・コンセプトデザイン）

### フィギュア
- 使徒XXシリーズ
- ジオノムスメ

### その他
- マブラヴ アンソロジーコミック（カバーイラスト）[9]
- ケロロ軍曹 テレビアニメシリーズ第72話Bパート「タママ 最強戦士の挑戦状ですぅ であります」（脚本担当）
- ケロロ軍曹 テレビアニメシリーズ挿入歌『石ころの星』（作詞担当） - 作曲：鈴木さえ子・掛川陽介・本澤尚之、歌：冬樹&ケロロ（川上とも子&渡辺久美子）
- 超劇場版ケロロ軍曹（原案）
- 超劇場版ケロロ軍曹2 深海のプリンセスであります!（原案）
- 角川まんが学習シリーズ 「日本の歴史」 - 1巻：日本のはじまり - （カバーイラストのみ）[10]
- 『TVアニメ「けものフレンズ」ドラマ&キャラクターソングアルバム「Japari Café」』収録「けものパレード 〜ジャパリパークメモリアル〜」（作詞担当） - 作曲・編曲：halyosy、歌：どうぶつビスケッツ［アライグマ（小野早稀）、サーバル（尾崎由香）、フェネック（本宮佳奈）］+かばん（内田彩）×PPP［イワトビペンギン（相羽あいな）、フンボルトペンギン（築田行子）、ロイヤルペンギン（佐々木未来）、コウテイペンギン（根本流風）、ジェンツーペンギン（田村響華）］
- デュエル・マスターズ「新緑の魔方陣」（カードイラスト[11]、2022年）

### イラスト集
- 『MINED 吉崎観音 自選イラスト集』（新声社、1998年8月27日発行）ISBN 4-88199-525-1
- 『GAMEST CD-ROM COLLECTION Vol.001 吉崎観音 自選イラスト集 MIND+』（新声社、1999年）ISBN 4-88199-605-3
- 『OSアイドルWinちゃんコンプリートファンブック SKY BLUE』（エンターブレイン、2002年3月28日初版発行）ISBN 4-7577-0913-7
- 『Mine bluE 吉崎観音イラスト集 1994-2004』（エンターブレイン、2004年7月26日初版発行）ISBN 4-7577-1963-9
- 『吉崎観音 ART WORKS オトメディウス イラスト設定資料集』（コナミデジタルエンタテイメント、2011年）
- 『吉崎観音ワールド 吉崎観音のまんが作品完全網羅!』（角川書店、2013年1月26日初版発行）ISBN 978-4-04-110349-4

## アシスタント
- あかつきごもく
- ÖYSTER
- 古賀亮一
- 下江田英司
- 東京ロビン
- 成原とんみ
- 634

## 熊本市との関係
吉崎は小中学生時代を熊本市で過ごしており、熊本市の親善大使も務めている。2012年には熊本市現代美術館で原画展が開催されたほか、『ケロロ軍曹』がラッピングされた電車が走った。2019年には『ケロロ軍曹』が描かれたマンホールのふたが2基、市内に設置された。また同年、「GOGOくまもとガイドツアー」と題された『けものフレンズ』とのコラボレーションによる熊本観光ツアー企画も行われた。
アニメツーリズム協会による「訪れてみたい日本のアニメ聖地88」のひとつとして2018年度版より『ケロロ軍曹』には熊本県熊本市が設定され、熊本城二の丸広場でアニメツーリズム公式御朱印を押すことができる。

## メディア出演
- グレーテルのかまど 第561回「“ケロロ軍曹”のいきなりだんご」（2022年9月26日、NHK Eテレ）[20]